# Habbo Hotel
Habbo (auch Habbo Hotel oder HH abgekürzt) ist eine Online-Community für Jugendliche im Alter von 12 bis 18 Jahren. Sie verbindet Chat und Online-Spiel miteinander. Jeder Benutzer erstellt eine individuelle virtuelle Figur, genannt Habbo, mit welchen sie die Räume eines virtuellen Hotels betreten können, die von den Nutzern gestaltet und eingerichtet wurden.
Die Plattform wurde im Jahr 2000 gegründet und wird vom finnischen Unternehmen Sulake betrieben. 2022 wurden noch neun Habbo Hotels betrieben.

## Geschichte
Die Finnen Sampo Karjalainen und Aapo Kyrölä entwarfen 1999 eine virtuelle Disko für die Band Mobiles. Fans konnten dort miteinander chatten und gelegentlich Bandmitglieder antreffen. Aufgrund der regen Beteiligung entschlossen sich die Entwickler, daraus ein Onlinehotel zu entwickeln, das im August 2000 unter dem Namen Hotelli Kultakala (Hotel Goldfish) eröffnete. Im Jahr 2002 beauftragte die von Karjalainen und Kyrölä gegründete Firma Sulake eine Werbefirma, um einen neuen Namen zu finden. Ein Beschäftigter der Werbefirma kaufte sich eine Limonade, die auf Finnisch „Happo“ heißt. Er schrieb das Wort mit bb statt mit pp auf und der Begriff war geboren. Diesen Namen trägt das Habbo Hotel seit dem 3. Oktober 2002.
Am 24. Januar 2001 wurde das erste offizielle Habbo Hotel in Großbritannien fertiggestellt. Das zweite Habbo Hotel folgte am 15. Oktober 2001 in der Schweiz. In den folgenden Jahren wurden 15 weitere Hotels weltweit eröffnet.
Im Juni 2009 wurde die Softwareplattform der Website von Adobe Shockwave Player auf Adobe Flash Player umgestellt. Seit Ende 2020 wird die Laufzeitumgebung Unity benutzt.
Am 12. Juni 2012 veröffentlichte der britische TV-Sender Channel 4 einen Bericht über die Verhältnisse im Habbo Hotel. Die Reporterin gab sich dafür als junges Mädchen aus. Wie sie berichtet, wurde sie bereits nach wenigen Minuten sexuell belästigt. Einen Tag nach dieser Veröffentlichung verkaufte zweitgrößte Investor, Balderton Capital, seine Anteile an Sulake. Im Anschluss wurde bis zum 29. Juni 2012 sämtliche Kommunikationsmöglichkeiten stummgeschaltet.
Im Mai 2014 wurde eine App von Habbo veröffentlicht, die vorerst nur für den iPad verfügbar war. Nach einer Beta-Phase, wurde die App im Dezember 2014 für alle iOS-Geräte veröffentlicht. Am 1. April 2015 folgte die Veröffentlichung für Android.
2021 wurde eine NFT-Kollektion vorgestellt. Die Kollektion besteht aus Habbo-Avataren, Hotelräumen und Items für das Spiel. Auf dieser Basis befindet sich derzeit mit Habbo X eine neue Version des Spiels in Entwicklung.

## Gameplay
Die Kernfunktionalität von Habbo Hotel ist die eines Chats mit grafischer Oberfläche, in welcher die Nutzer sich in Form eines selbstgestalteten Avatars bewegen. Die Nutzer können auswählen, ob sie mit allen Anwesenden im Raum in Kontakt treten wollen oder nur mit solchen, die sich in der Nähe befinden. Mit befreundeten Nutzern können auch Direktnachrichten ausgetauscht werden.
Jedes Hotel verfügt über eine Reihe öffentlicher Räume, darunter Korridore, ein Kaffeehaus, ein Club, eine Lounge und ein Theater. Diese werden von Bots bevölkert, welche die Nutzer bedienen. Außerdem können eigene private Räume eingerichtet und gestaltet werden.

### Habbo Home
Jeder Benutzer kann sich eine Habbo Home genannte Profilseite erstellen erstellen, die mit Notizen und Stickern gestaltet werden kann. Auch Funktionen wie ein Gästebuch oder die Anzeige gesammelter Spielpunkte oder der Freundesliste sind verfügbar. Mittels Tags können Nutzer sich bestimmten Interessen zuordnen, die von anderen Nutzern per Suche aufgefunden werden können.
Auch Gruppen konnten vergleichbare Profilseiten erstellen und zudem eigene Abzeichen (sog. Badges) erstellen, mit welchen sich Mitglieder nach außen zu erkennen haben. Gruppenseiten verfügten außerdem über Diskussionsforen. Diese Funktion ist mittlerweile jedoch zahlungspflichtig.

### Minispiele
Bis zur Umstellung auf den Flash Player konnten alle Spieler die beiden Minispiele SnowStorm und Battleball spielen. Im November 2011 wurde das überarbeitete SnowStorm wieder eingefügt, war für die meisten Spieler jedoch auf 3 Runden täglich beschränkt. Weitere Spiele wie Fast Food, Habbo Speedway, Tetrablok oder Matchwood wurden zwischen 2012 und 2014 hinzugefügt. Mit der Schließung des Game Centers im März 2014 wurden Snowstorm und alle sämtlichen Spiele wieder abgeschafft.

### Von der Gemeinschaft erstellte Spiele
Mittels programmmierbarer Elemente können Nutzer eigene Spiele in ihren Räumen bauen und anleiten. Teilweise funktionieren diese automatisch, oftmals benötigen sie jedoch die Mitwirkung eines Spielleiters. Neben Labyrinthen und Arenen sind Nachbildungen bekannter Gesellschafts- oder Kinderspiele populär. Glücksspiele sind verboten und werden mit einem Bann bestraft.

### Rollenspiele
Die Benutzer von Habbo Hotel haben viele Räume erstellt, die Institutionen der echten Welt nachempfunden sind. So gibt es eine Polizei und kriminelle Organisationen oder Fantasywelten, in denen verschiedene Fraktionen mit- und gegeneinander spielen. Oftmals müssen die Nutzer sich den Zugang zu verschiedenen Inhalten und Ereignissen durch anhaltende Beteiligung erst erspielen.

### Währungen
Mittels verschiedener Währungen können Einrichtungsgegenstände erworben werden. Habbo Taler sind kostenpflichtig, werden aber auch für die erfolgreiche Teilnahme an Aktivitäten vergeben. Duckets werden für regelmäßige Aktivität vergeben. Diamanten können nur durch den Kauf von Talern erworben werden. Nur mit ihnen können exklusive Möbelstücke und Bezahlfunktionen freigeschaltet werden. Hinzu kommen Sonderwährungen, die zeitlich beschränkt während bestimmter Ereignisse verfügbar sind.

### Premium-Mitgliedschaft
Die beiden Premiummitgliedschaften Habbo Club und Builder's Club erlauben den Zugriff auf mehr Möglichkeiten zur Gestaltung des eigenen Avatars bzw. der selbstgestalteten Räume. Hinzu kommen eine Reihe von Bequemlichkeitsfunktionen, wie die Möglichkeit verschiedene Outfits zu gestalten und per Knopfdruck auszuwählen oder der Zugriff auf allerlei Einrichtungsgegenstände, ohne diese kaufen zu müssen. Sobald eine Mitgliedschaft ausläuft, sind diese jedoch nicht mehr verfügbar, bis die Mitgliedschaft erneuert wird.

Sonderzeichen der Schrift Volter (Goldfish)

### Alt-Codes
Da Habbo die Bitmap-Schrift Volter (Goldfish) nutzt, die Anstelle verschiedener eigentlich normierter Zeichen grafische Piktogramme enthält, kann man auch so genannte „Alt-Codes“ im Chat nutzen.

## Kritik
Habbo Hotel birgt wie andere MMOGs die Gefahr einer Chatsucht oder Realitätsflucht. Die Verbindung kostenfreie und kostenpflichtiger Elemente ist zudem dazu geeignet die oft unbedarften jungen Benutzer dazu zu verleiten, viel Geld für virtuelle Gegenstände und Aktivitäten auszugeben.
Ein Problem ist die Löschung eines Habbo-Accounts. Das Unternehmen Sulake lässt Löschanträge erst nach langwierigem Schriftverkehr zu. Ob die Datenschutz-Richtlinien, insbesondere die sofortige Löschung aller personenbezogenen Daten, dabei berücksichtigt werden, bleibt wie in vielen sozialen Netzwerken fraglich.

### Marktforschung
Der Betreiber fordert die meist minderjährigen Nutzer regelmäßig dazu auf, an Umfragen teilzunehmen, zum Teil mit dem Vorwand das Chatsystem verbessern zu wollen. Im August 2007 ging daraus eine kommerziell vermarktete Studie hervor, die das Kaufverhalten von 42.000 Jugendlichen in 22 Ländern aufzeigt. Die Jugendlichen werden zur Teilnahme bewegt, indem der Hersteller ihnen Gutscheine für virtuelle Güter anbot.

## Sicherheit
Habbo wird während der Öffnungszeiten von Moderatoren betreut. Zusätzlich zu den Moderatoren (Erkennungszeichen: ein „MOD-“ vor dem Nutzernamen), die meist nebenberuflich angestellt sind, gibt es die hauptberuflich angestellte Hotelleitung, die innerhalb als „Staff“ bezeichnet wird. Allgemein sind die Staffs eher für die Habbo-Website sowie Events zuständig, während die Moderatoren Fragen und Probleme im Chat entgegennehmen.  Am 27. November 2014 wurde ein Botschafter-Programm eingeführt. Botschafter sind erfahrene Benutzer, die Neulinge beraten und dabei helfen, die Community vor unangemessenem Verhalten in öffentlichen Räumen (oder auch bei offiziellen Events und Tätigkeiten) zu schützen.
Zum Schutz des eher jungen Publikums kommen Wortfilter zum einsatz, die Schimpfwörter, rassistische und sexuelle Ausdrücke im Chat durch den Begriff bobba ersetzt. Von Januar 2011 bis Oktober 2012 wurden stattdessen die Zeichen ***** angezeigt. Diese Änderung wurde nach Protesten der Benutzer aber wieder zurückgenommen. Die Wortfilter sind auch in privaten Räumen aktiv, nicht jedoch in Notizen oder Beschreibungen.
Einen wirklichen Schutz bietet diese Systeme allerdings nicht, da Habbo Hotel vollständig anonym gespielt wird. Somit ist die Gefahr hoch, dass sich z. B. Sexualstraftäter unter Decknamen im Spiel bewegen.